# Boarding House Reach
Boarding House Reach é o terceiro álbum de estúdio solo do músico americano Jack White. Foi lançado em 23 de março de 2018, através da Third Man, Columbia e XL, sendo seu primeiro álbum de estúdio solo em quase quatro anos, seguindo de Lazaretto (2014). "Connected by Love" e "Respect Commander" foram lançados juntos como o primeiro single do álbum em 10 de janeiro de 2018, com "Over and Over and Over" seguindo como o segundo single em 1º de março. "Corporation" e "Ice Station Zebra" foram lançados como singles promocionais antes do lançamento do álbum.
O álbum estreou na primeira posição da Billboard 200 dos Estados Unidos ao vender 124 mil cópias em sua primeira semana de vendas. Foi também o terceiro álbum do músico à atingir o topo da principal tabela musical norte-americana.

## Gravação e produção
Em março de 2017, em uma entrevista ao The New Yorker, White revelou que ele estava escrevendo novas canções. Ele havia se estabelecido em um pequeno apartamento em Nashville, Tennessee, onde gravou em um deck de rolo que comprou quando tinha quatorze anos. Ele comentou qual era seu objetivo da seguinte forma: "Eu quero tentar escrever canções onde eu não posso ser ouvido pelo vizinho do lado. E eu quero escrever como Michael Jackson escreveria - em vez de escrever partes nos instrumentos ou cantarolar melodias, você pensa nelas. Para fazer tudo na minha cabeça e fazê-lo em silêncio e usar apenas um quarto". Ele passou várias horas por dia trabalhando neste espaço. Em 27 de julho, White anunciou que estava trabalhando em seu terceiro álbum solo, com as sessões de gravação ocorrendo em Nova Iorque e Los Angeles. Em novembro, durante um discurso na conferência Making Vinyl em Detroit, ele ofereceu uma atualização sobre o álbum, dizendo que ele estava quase concluído e exigiu apenas mais alguns acréscimos para a conclusão. Ele observou isso como um registro "bizarro", dizendo: "Eu só preciso deixar isso se resolver. Eu preciso ouvir isso sozinho. Eu não tenho sido capaz de ouvi-lo sozinho por um tempo".
Boarding House Reach foi gravado durante todo o ano de 2017 no Third Man Studio em Nashville, no Sear Sound em Nova Iorque e na Capitol Studios em Los Angeles. White produziu e co-mixou o álbum e tocou guitarras, baterias e sintetizadores, além de atuar como vocalista. Ele se apresentou ao lado de um novo grupo de músicos de sessão que já haviam trabalhado com vários talentos musicais notáveis no passado. "Connected by Love" foi a primeira canção a ser escrita para o álbum. A faixa "Over and Over and Over" foi originalmente escrita em 2005 como uma possível canção para o grupo The White Stripes, uma das antigas bandas de White. Também foi quase gravado em colaboração com o rapper americano Jay-Z e quase gravou com outra das bandas de White, The Raconteurs; a canção acabou sendo arquivada até as sessões de gravação de Boarding House Reach.

## Faixas
Todas as faixas escritas e compostas por Jack White III, exceto "Humoresque". 
| N.º            | Título                           | Duração |  |
| 1.             | "Connected by Love"              | 4:37    |  |
| 2.             | "Why Walk a Dog?"                | 2:29    |  |
| 3.             | "Corporation"                    | 5:39    |  |
| 4.             | "Abulia and Akrasia"             | 1:28    |  |
| 5.             | "Hypermisophoniac"               | 3:34    |  |
| 6.             | "Ice Station Zebra"              | 3:59    |  |
| 7.             | "Over and Over and Over"         | 3:36    |  |
| 8.             | "Everything You've Ever Learned" | 2:13    |  |
| 9.             | "Respect Commander"              | 4:33    |  |
| 10.            | "Ezmerelda Steals the Show"      | 1:42    |  |
| 11.            | "Get in the Mind Shaft"          | 4:13    |  |
| 12.            | "What's Done Is Done"            | 2:54    |  |
| 13.            | "Humoresque"                     | 3:10    |  |
| Duração total: | Duração total:                   | 44:07   |  |

## Pessoal
Créditos adaptados através das notas do encarte do álbum.
| Artista principal - Jack White – vocais (exceto faixa 4), guitarra (faixas 2, 3, 5-7, 9, 11, 12), bateria acústica (faixas 3, 6, 8, 9), sintetizador (faixas 1, 3, 5 , 8), violão (faixas 1, 10, 12), bateria eletrônica (faixa 6), piano (faixa 6), pandeiro (faixa 7), órgão (faixa 10) Músicos de sessão - Bobby Allende – percussão (faixas 1–3, 7–9), bateria acústica (faixa 8) - Carla Azar – bateria acústica (faixas 5, 6, 11, 12), bateria eletrônica (faixas 6, 9, 11, 12) - Anthony “Brew” Brewster – sintetizador (faixas 5, 6, 9, 11, 12), órgão Hammond (faixa 12) - Justin Carpenter – trombone (faixa 4) - Louis Cato – bateria acústica (faixas 1, 7, 13), bateria eletrônica (faixas 2, 3, 9), violão (faixa 13), baixo (faixa 13) - Dominic Davis – contrabaixo (faixa 4) - Neal Evans – sintetizador (faixas 1–3, 7–9), órgão Hammond (faixa 1), piano (faixa 13) - Joshua Gillis – guitarra acústica (faixa 4) - DJ Harrison – sintetizador (faixas 1, 2, 7, 8), teclados (faixa 3) - Daru Jones – bateria (faixas 4, 7) - Fats Kaplin – violino (faixa 4) - Charlotte Kemp Muhl – baixo elétrico (faixas 1 a 4, 7 a 9), baixo de seis cordas (faixa 2) - Neil Konouchi – tuba (faixa 4) - Ann McCrary – vocais de apoio (faixas 1, 3, 11) - Quincy McCrary – piano (faixas 5, 6, 11), sintetizador (faixas 9, 11) - Regina McCrary – vocais de apoio (faixas 1, 3, 11) - Gianluca Braccio Montone – amostras de piano (faixa 3) - Ian Montone – amostras de piano (faixa 3) - NeonPhoenix – baixo elétrico (faixas 5, 6, 9, 11, 12) - Justin Porée – percussão (faixas 5, 6, 9, 11, 12), udu (faixa 6) - Esther Rose – vocais de apoio (faixas 11, 12) - Kevin Smith – trompete (faixa 4) - C. W. Stoneking – palavra falada (faixa 4) - Brooke Waggoner – piano (faixa 4) | Pessoal técnico - Chandler Harrod – assistência de engenharia - Bob Ludwig – engenharia mestra - Todd Manfalcone – engenharia - Vance Powell – engenharia de gravação - Ben Schmitz – assistente de engenharia - Bill Skibbe – mixagem, engenharia de gravação - Joshua V. Smith – assistente de engenharia, mixagem - Grant Valentine – assistente de engenharia - Jack White – produção, engenharia, mixagem |

## Desempenho nas tabelas musicais
| Tabela musical (2018)                         | Melhor posição |
| --------------------------------------------- | -------------- |
| Alemanha (Offizielle Deutsche Charts)         | 17             |
| Austrália (ARIA)                              | 11             |
| Bélgica (Ultratop Valônia)                    | 42             |
| Bélgica (Ultratop Flandres)                   | 10             |
| Canadá (Billboard Canadian Albums)            | 1              |
| Escócia (Official Scottish Albums)            | 5              |
| Espanha (PROMUSICAE)                          | 19             |
| Estados Unidos (Billboard 200)                | 1              |
| Estados Unidos (Billboard Alternative Albums) | 1              |
| Estados Unidos (Billboard Rock Albums)        | 1              |
| Finlândia (Suomen virallinen lista)           | 19             |
| Irlanda (IRMA)                                | 17             |
| Itália (FIMI)                                 | 32             |
| Nova Zelândia (RMNZ)                          | 25             |
| Países Baixos (Dutch Charts)                  | 10             |
| Reino Unido (Official Albums Chart)           | 5              |
| Suíça (Schweizer Hitparade)                   | 5              |